# Big Manni
Big Manni ist ein deutscher Fernsehfilm von Niki Stein aus dem Jahr 2018. Die Fernsehsatire beruht auf wahren Begebenheiten um die Firma FlowTex im badischen Ettlingen. Die Uraufführung erfolgte beim Festival des deutschen Films 2018, Die Erstausstrahlung am 1. Mai 2019 im Ersten mit einer anschließenden Dokumentation Big Manni – Big Money – Die wahre Geschichte eines Milliardenbetrugs mit einer Rückschau und Zeitzeugen der damaligen Vorkommnisse.

## Handlung
Manfred Brenner ist schon als Kind geschäftstüchtig und handelt  mit Spielzeugautos, sein Spitzname lautet Big Manni. Kaum erwachsen, setzt er seinen Unternehmersinn im Großen ein und importiert aus Italien billig luxuriöse Sportwagen, für die er die TÜV-Hauptuntersuchung organisiert und dann mit Gewinn auf dem deutschen Markt verkauft. Danach etabliert er sich Mitte der 1980er Jahre mit der Marke Flow Color  in Ettlingen als Hersteller von Fassadenfarbe und wird regional sogar zum Marktführer. Während eines Skiurlaubs lernt er seine Frau kennen, heiratet sie und lebt mit ihr in ausgesprochen luxuriösen Verhältnissen. Nach einem geschäftlichen Tief und Steuerproblemen gründet Brenner die Firma FlowTex, mit der er den großen Durchbruch schaffen will: Er kommt zufällig mit dem Ingenieur Armin Pfortner in Kontakt, der ein neuartiges Horizontalbohrsystem entwickelt, das den Rohrleitungsbau im Untergrund revolutionieren soll. Um dieses Projekt umzusetzen, fehlt diesem  jedoch das nötige Kapital. Brenner sieht Marktchancen in diesem System, bekommt aber aufgrund von Steuerschulden ebenfalls keinen Bankkredit. Deshalb fingiert er einen Raubüberfall, der es ihm ermöglicht, mit den Versicherungsgeldern einen Teil seiner Steuerschulden zu begleichen und mit der neuen Firma zu starten. Auch  seine Steuerunterlagen lässt er bei dem Raub verschwinden.
Im Rahmen der Ermittlungen zu dem Raub ermittelt Brenners ehemaliger Schulkamerad Thomas Bärlach, der Kriminalpolizist geworden ist. Die Umstände des Raubes erscheinen ihm verdächtig: Brenners Frau war ausgerechnet zum Tatzeitpunkt nicht anwesend und die gestohlenen Gegenstände sind hoch versichert. Sein Anfangsverdacht lässt sich aber zunächst nicht weiter erhärten.
Ernüchtert muss Brenner feststellen, dass Pfortners Bohrsystem Schwächen hat: Im Gegensatz zu konventionellen Maßnahmen im Rohrleitungsbau ist die Methode auf barrierefreien Untergrund angewiesen. Mit anderen Leitungen, Fundamenten, Felsen oder auch Blindgängern aus dem Weltkrieg kann das System nicht umgehen. In Konkurrenz mit einem regionalen Bauunternehmen hat Brenner Probleme, Aufträge zu bekommen.
Mittels eines gekauften Gutachtens und seiner Überzeugungskraft gelingt es ihm, einen Kredit in Höhe von 20 Millionen zu bekommen. Aufträge bleiben allerdings immer noch aus und von den angeblich zehn produzierten Bohrern kann er der Bank bei einer unangekündigten Prüfung nur zwei präsentieren. Brenner erklärt kurzerhand, dass die anderen Bohrer im Einsatz wären. Ein Mitarbeiter stellt Typenschilder mit weiteren Seriennummern her, die an den zwei Maschinen montiert werden und täuscht so weitere Maschinen vor.
Zufällig wird Dr. Stoschek von der Landesbank auf das Bohrsystem aufmerksam und bewilligt weitere 20 Millionen, nachdem ihm der Bohrer im Einsatz gezeigt wird. Die Präsentation des Einsatzes hat Brenner jedoch trickreich arrangiert und zeigt keine reale Bohrsituation.
Zwischen Pfortner und Brenner spitzt sich der Konflikt um die mangelhafte Praxistauglichkeit der Maschinen zu. Brenner fordert Pfortner auf, endlich eine Maschine zu entwerfen, die mit einer komplizierten Bohrsituation zurechtkommt. FlowTex erhält  aber immer noch keine Aufträge und so ändert Brenner seine Strategie. Solange die Banken Vertrauen zu seinem Produkt haben und immer wieder Kredite bewilligen, genügt ihm das. Für Brenner ist es nur eine Frage der Zeit, bis ihr System so ausgereift ist, dass FlowTex tatsächlich Marktführer wird und die Kredite zurückgezahlt werden können.
Um Aufträge und Umsätze vorzutäuschen, betreibt Brenner in hohem Umfang Scheingeschäfte mit der Firma Flow Color, deren Geschäftsführer sein Bruder ist. Diese mietet Brenners Maschinen, die nur auf dem Papier existieren und gaukelt sehr überzeugend vor, dass die Geräte bundesweit im praktischen Einsatz wären. Durch das Schneeballsystem, bei dem die Gläubiger von FlowTex durch die Investitionskredite weiterer Banken bedient werden, laufen die Geschäfte scheinbar sehr gut.
Der Kriminalbeamte Bärlach hat zu dem fingierten Raub immer noch keinen Täter ermitteln können und mutmaßt, dass ein Versicherungsbetrug vorliegt. Als er Brenner davon berichtet, lässt dieser seine Beziehungen über den Abgeordneten Rettinger, Stoschek als Vertreter der Landesbank und den Staatsanwalt spielen, um Bärlachs weitere Ermittlungsarbeit zu stoppen.
Nach vier Jahren Weiterentwicklung gibt es einen neuen Prototyp des Bohrers, den Brenner werbewirksam bei Banken und Politik vermarktet. Die Schaffung von Arbeitsplätzen öffnet ihm alle Türen und sogar arabische Geldgeber werden auf ihn aufmerksam. Bei einem Treffen, das Stoschek mit einem arabischen Investor organisiert, werden die Vorurteile gegen Frauen deutlich: Brenner soll das Gespräch ohne seine Frau führen, dieser aber besteht auf deren Anwesenheit. FlowTex expandiert, Brenner baut die Scheingeschäfte aus und präsentiert seinen Gläubigern stets nur einzelne von angeblich über 1300 Bohrsystemen. Weitere existieren nur auf dem Papier, die Investoren verlangen nur Kopien von Fahrzeugbriefen, die mit wenig Aufwand gefälscht werden. Brenners Idee, einen Teil der Bohrsysteme als Scheingeräte ohne Funktion fertigen zu lassen, weist Pfortner vehement zurück. Brenner ist derart hoch angesehen bei Banken, Politikern und Investoren, dass die Fassade des wirtschaftlich sehr erfolgreichen Unternehmens keine Risse bekommt.
Der Abgeordnete Rettinger schlägt Brenner den Bau eines Regional-Flughafens vor und skizziert eine 'große Zukunft' für das Projekt. Brenner willigt nach nur kurzem Nachdenken ein und bekommt von Rettinger die ehemalige Mitarbeiterin seines Abgeordnetenbüros Felicia Brandt als juristische Beraterin. Brandt durchschaut sehr rasch Brenners Scheinfirmengeflecht und rät ihm, verschleiernde Transaktionen noch komplexer zu gestalten.
Bärlach verfolgt weiter seinen Anfangsverdacht und recherchiert akribisch Brenners Geschäfte. Unter anderem verfolgt er Barzahlungen im Millionenbereich, die Brandt mit Privatflugzeugen über den neuen Flughafen abwickelt. Mit seinen Ergebnissen kann er nun endlich die Staatsanwaltschaft überzeugen, ein Ermittlungsverfahren gegen FlowTex einzuleiten. Brenner plant inzwischen sogar den Gang an die Börse, um Geld für die Bedienung seiner Kredite aufzutreiben.
Auf einen Hinweis des Wirtschaftsprüfers auf das aktuelle Verfahren setzt sich Brenner mit seiner Familie vorübergehend nach Argentinien ab und berät sich mit seinem Bruder, wie sie weiter vorgehen sollen. Brandt wird ausgewählt, durch eine Selbstanzeige die Ermittlungen ins Leere laufen zu lassen. Brandt Bartransaktionen werden mit Schmiergeldzahlungen an unbekannte Empfänger begründet.
Brenners Beziehung leidet zunehmend: Seine Frau nimmt Brenners extreme Anspannung wahr, wird misstrauisch und betont, dass ihr nur an Brenner als Ehemann und Vater und nicht an dem Reichtum gelegen ist.
Thomas Bärlach gelingt es am Ende nachzuweisen, dass Brenner nur Scheingeschäfte getätigt hatte. Die angeblichen Produktionsanlagen seiner Horizontalbohrer in Spanien existierten überhaupt nicht und Bärlach ist nach Jahren der erste, der sich dafür ernsthaft interessiert hat. Nun beginnt das ganze Lügengerüst um Brenner zusammenzubrechen und Bärlach findet endlich Gehör bei der Staatsanwaltschaft. Brenner lässt sich am Ende von Bärlach festnehmen.

## Hintergrund
Big Manni wurde im Auftrag von SWR Fernsehen und ARD Degeto von der Polyphon Film- und Fernsehgesellschaft produziert und vom 23. Juni bis zum 23. Juli 2016 In Karlsruhe, Baden-Baden, Stuttgart und Umgebung gedreht.
Die Szenen in der Firmenzentrale konnten am erhaltenen Original-Schauplatz gedreht werden. Deshalb ist etwa das Büro im Film tatsächlich Schmiders Büro gewesen.
Die Fernsehsatire behandelt einen der größten Fälle von Wirtschaftskriminalität in der Geschichte der Bundesrepublik Deutschland, bei dem im Zeitraum von 1994 bis 1999 ein Schaden von fast 5 Milliarden D-Mark entstand.

## Rezeption

### Einschaltquote
Die Erstausstrahlung von Big Manni am 1. Mai 2019 wurde in Deutschland von 4,68 Millionen Zuschauern gesehen und erreichte einen Marktanteil von 15,0 Prozent für Das Erste.

### Kritiken
Tilmann P. Gangloff von Tittelbach.tv schrieb: „Als fiktionales Drehbuch wäre diese Geschichte womöglich nicht akzeptiert worden: viel zu unglaubwürdig. Der FlowTex-Skandal, als ein cleverer Betrüger mit Luftgeschäften rund 5 Milliarden Mark umsetzte, war eine für die größenwahnsinnigen Neunzigerjahre typische Provinzposse. Leider erweckt ‚Big Manni‘ […] den Eindruck, als habe Regisseur Niki Stein dem realsatirischen Potenzial der Handlung nicht getraut und sie deshalb mit Gewalt auf Komödie getrimmt.“ „Der Inszenierung [fehlt] zudem eine gewisse Raffinesse (...) Vielleicht wären eine Tragikomödie oder ein Dokudrama der passendere Rahmen für diesen aberwitzigen Stoff gewesen.“
Ein „launiges Ganovenstück“ nannte Julian Miller von Quotenmeter.de diese Geschichte, doch er fragte sich auch: „Ist es adäquat, die Perversionen von Wirtschaftskriminellen als irgendwie doch mitfühlige Komödie zu erzählen, den Verbrecher aus Egomanie und Gewinnsucht dabei zum Helden zu machen und ihn trotz aller Problematisierung doch einen netten Kerl sein zu lassen?“ „Wie klug kontextualisiert und angenehm unaufdringlich «Big Manni» all die frappierenden Unglaublichkeiten schildert, kann hingegen sehr gut gefallen, während Hans-Jochen Wagner mit seiner einnehmenden Präsenz glaubhaft schildert, welcher Esprit auch von mittelbegabten Hochstaplern ausgehen kann. Zumindest in süddeutschen Bankhäusern verdient dieser Film ein großes Publikum.“
Christian Buß schrieb für Spiegel.de: „Ein Weltmarktführer im Einseifen: Als ‚Big Manni‘ narrt Hans-Jochen Wagner Politik und Banken – eine Farce über den realen Unternehmer Manfred Schmider, der sich mehr als vier Milliarden Mark ergaunerte.“
Heike Hupertz von der FAZ meinte: „Die gefühlt meiste Zeit verbringt man als Zuschauer mit den Figuren auf dem Golfplatz, was realistisch sein mag, der Dramatik aber wenig Drive verleiht.“ Der Film „ist weder lustig noch ernst genug. Wenn schon Großbetrug als Komödie, dann lieber so überzogen wie in der komplett fiktionalen Betrugsgroteske Vorsicht vor Leuten (mit Charly Hübner und Michael Maertens) von Arne Feldhusen.“